# Грозак Валерій Михайлович
Грозак Валерій Михайлович — радянський український кінооператор.

## Біографія
Народився 27 червня 1941 р. в Києві в родині робітника. Закінчив операторський факультет Київського державного інституту театрального мистецтва ім. І. Карпенка-Карого (1972).
Працював на студії «Київнаукфільм». Був членом Спілки кінематографістів України.
1994 р. виїхав до США.

## Книги
- Грозак В. Жизнь моя, кинематограф… — К.: Дух і літера, 2011. — 384 с.: илл. ISBN 978-966-378-216-4
- Валерий Грозак. Я ещё не вернулся с войны. Киевские истории // Дружба народов, 2015 — №5 — С. 171-204 / Повесть, сокращённый вариант будущей книги «Старый дом в Полевом переулке».
- Грозак В. М. Старый дом в Полевом переулке: киноповесть. — Киев : Оптима, 2016. — 166 с. : ил., портр. — ISBN 978-617-7112-05-0

## Фільмографія
Зняв стрічки:
- «Скарби Гайманової могили» (1971),
- «Життя, життя, життя…» (1973),
- «Земля втамує спрагу» (1974, у співавт. Бронзова медаль за операторську роботу VII Всесоюзного кінофестивалю сільськогосподарських фільмів, Москва, 1974)
- «Решетилівські килими» (1977, Диплом Міжнародної виставки українського мистецтва в Лос-Анжелесі, 1978)
- "Операція «Літо» (1977, Диплом Міжнародної виставки, Будапешт, 1980)
- «Яблуко і… анабіоз» (1978, Диплом Міжнародної виставки сільськогосподарської і харчової промисловості, Будапешт, 1980)
- «Робота механізмів поштового зв'язку» (1980)
- «Іду до тебе, птах» (1982) та ін.

Зняв художні фільми:
- «Впізнай мене» (1979)
- «Київські зустрічі» (1979, новели: «В останні дні літа», «Спинись, хвилино!»)
- «Житіє святих сестер» (1982, Одеська кіностудія)
- «…І чудова мить перемоги» (1984)
- «Прем'єра у Сосновці» (1986, т/ф)
- «Нові пригоди янкі при дворі короля Артура» (1988, 2-й оператор у співавт.) та ін.